# Véhicule électrique en Europe
Pour les autres articles nationaux ou selon les autres juridictions, voir Véhicule électrique par pays.

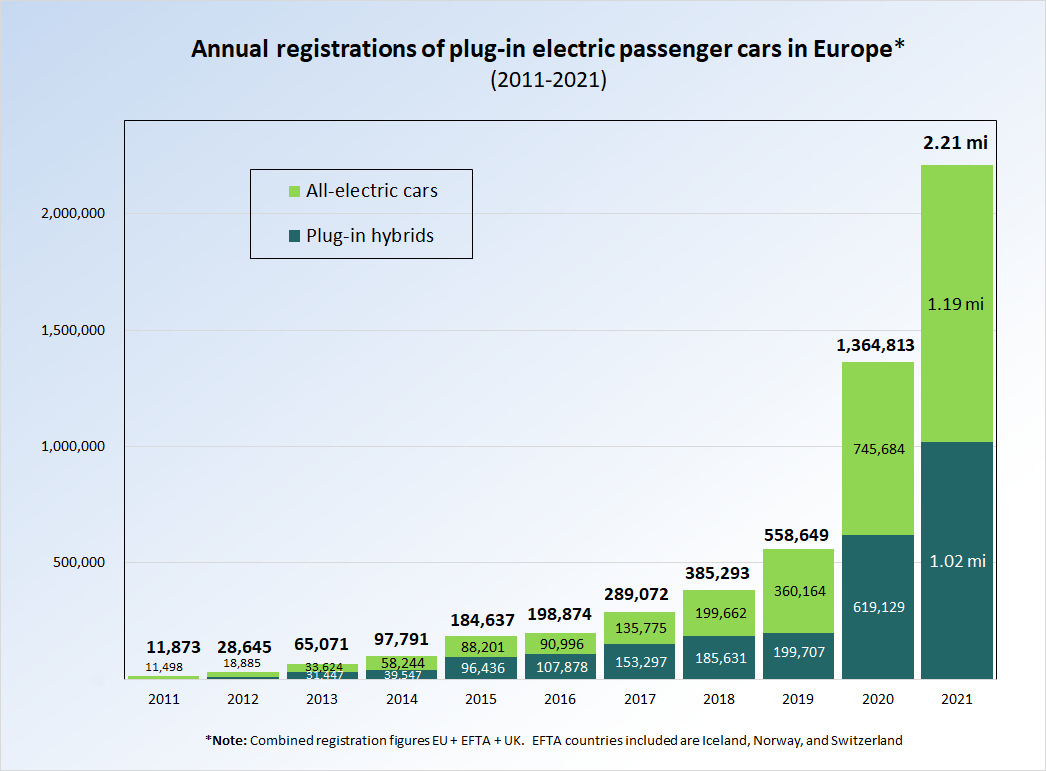
Nouvelles immatriculations de véhicules électriques en Europe de 2011 à 2021 (en vert foncé les véhicules hybrides rechargeables).

L'adoption de véhicules électriques en Europe est activement soutenue par l'Union européenne et plusieurs gouvernements nationaux, provinciaux et locaux. Diverses politiques ont été mises en place pour apporter un soutien financier direct aux consommateurs et aux fabricants, des incitations non monétaires, des subventions pour le déploiement d'infrastructures de recharge et des réglementations à long terme avec des objectifs spécifiques. En particulier, le règlement de l'UE qui a fixé des objectifs obligatoires pour les émissions moyennes de CO2 du parc automobile pour les nouvelles voitures a contribué efficacement à l'adoption réussie des voitures rechargeables au cours des dernières années.
La part de marché des voitures électriques atteint 15,4 % en 2024 en Europe (13,6 % dans l'Union européenne) ; leurs ventes se sont élevées à 1 993 102, dont 1 447 934 dans l'Union européenne.

## Immatriculation par pays
| Pays                   | 2014   | 2015   | 2016    | 2017    |
| ---------------------- | ------ | ------ | ------- | ------- |
| Norvège                | 18 469 | 26 757 | 24 221  | 33 791  |
| Allemagne              | 8 804  | 13 381 | 13 621  | 28 493  |
| France                 | 15 046 | 22 187 | 27 307  | 30 921  |
| Pays-Bas               | 3 585  | 3 477  | 4 245   | 8 468   |
| Royaume-Uni            | 7 370  | 10 710 | 11 194  | 14 681  |
| Suède                  | 1 524  | 3 275  | 3 255   | 4 581   |
| Autriche               | 1 484  | 1 881  | 4 368   | 5 657   |
| Espagne                | 1 509  | 2 133  | 3 004   | 5 038   |
| Suisse                 | 1 913  | 4 025  | 3 296   | 5 188   |
| Italie                 | 1 431  | 1 926  | 1 819   | 2 493   |
| Belgique               | 1 169  | 1 358  | 2 187   | 2 822   |
| Danemark               | 1 688  | 4 042  | 1 274   | 751     |
| Total                  | 64 765 | 97 323 | 102 619 | 149 086 |
| Source : AVERE France. |        |        |         |         |

| Pays        | 2017    | 2018    | 2019    | 2020    | 2021      | 2022      | 2023      | 2024      | 2024 /2023 |
| ----------- | ------- | ------- | ------- | ------- | --------- | --------- | --------- | --------- | ---------- |
| Royaume-Uni | 13 632  | 15 510  | 37 850  | 108 205 | 190 727   | 267 203   | 314 687   | 381 970   | +21,4 %    |
| Allemagne   | 25 178  | 36 216  | 63 491  | 194 471 | 356 425   | 471 394   | 524 219   | 380 609   | -27,4 %    |
| France      | 24 967  | 31 069  | 42 827  | 111 127 | 162 167   | 203 122   | 298 219   | 290 614   | -2,6 %     |
| Pays-Bas    | 9 872   | 23 998  | 61 703  | 73 005  | 63 780    | 73 394    | 113 967   | 132 166   | +16,0 %    |
| Belgique    | 2 713   | 3 648   | 8 837   | 14 994  | 22 677    | 37 638    | 93 285    | 127 703   | +36,9 %    |
| Norvège     | 33 080  | 46 143  | 60 345  | 76 804  | 113 751   | 138 287   | 104 588   | 114 396   | +9,4 %     |
| Suède       | 4 231   | 7 083   | 15 596  | 27 973  | 57 473    | 95 035    | 112 179   | 94 333    | -15,9 %    |
| Danemark    | 714     | 1 745   | 5 532   | 14 275  | 24 998    | 30 855    | 62 715    | 89 199    | +42,2 %    |
| Italie      | 2 022   | 4 999   | 10 685  | 32 502  | 67 283    | 49 179    | 66 287    | 65 620    | -1,0 %     |
| Espagne     | 3 920   | 5 983   | 10 042  | 17 927  | 23 689    | 30 545    | 51 611    | 57 374    | +11,2 %    |
| Suisse      | 4 775   | 5 138   | 13 190  | 19 545  | 31 889    | 40 245    | 52 728    | 46 141    | -12,5 %    |
| Autriche    | 5 433   | 6 764   | 9 261   | 15 986  | 33 380    | 34 179    | 47 621    | 44 622    | -6,3 %     |
| Portugal    | 1 640   | 4 073   | 6 883   | 7 830   | 13 260    | 17 817    | 36 390    | 41 757    | +14,7 %    |
| Finlande    | 502     | 776     | 1 897   | 4 244   | 10 153    | 14 530    | 29 535    | 21 868    | -26,0 %    |
| Irlande     | 622     | 1 233   | 3 444   | 4 013   | 8 646     | 15 678    | 22 852    | 17 459    | -23,6 %    |
| Pologne     |         |         |         | 3 679   | 7 166     | 11 334    | 17 070    | 16 564    | -3,0 %     |
| Luxembourg  |         |         |         |         | 4 650     | 6 393     | 11 033    | 12 778    | +15,8 %    |
| Tchéquie    |         |         |         |         | 2 655     | 3 895     | 6 680     | 10 920    | +63,5 %    |
| Roumanie    |         |         |         | 2 845   | 6 342     | 11 638    | 14 438    | 9 795     | -32,2 %    |
| Grèce       |         |         |         |         |           | 2 827     | 6 379     | 8 707     | +36,5 %    |
| Hongrie     |         |         |         |         | 4 312     | 4 710     | 5 799     | 8 565     | +47,7 %    |
| Slovénie    |         |         |         |         |           |           | 4 330     | 3 148     | -27,3 %    |
| Malte       |         |         |         |         |           |           | 1 515     | 2 886     | +90,5 %    |
| Islande     |         |         |         |         | 3 565     | 5 566     | 8 776     | 2 661     | -69,7 %    |
| Slovaquie   |         |         |         |         |           |           | 2 346     | 2 227     | -5,1 %     |
| Total       | 135 775 | 199 636 | 360 164 | 745 644 | 1 217 917 | 1 575 079 | 2 018 885 | 1 993 102 | -1,3 %     |
| dont UE-27  |         |         |         | 538 734 | 877 985   | 1 123 778 | 1 538 106 | 1 447 934 | -5,9 %     |

Le graphique qui aurait dû être présenté ici ne peut pas être affiché car il utilise l'ancienne extension Graph, désactivée pour des questions de sécurité. Des indications pour créer un nouveau graphique avec la nouvelle extension Chart sont disponibles ici.

Le graphique qui aurait dû être présenté ici ne peut pas être affiché car il utilise l'ancienne extension Graph, désactivée pour des questions de sécurité. Des indications pour créer un nouveau graphique avec la nouvelle extension Chart sont disponibles ici.

VPE = voitures particulières électriques

## Nombre de véhicules en circulation
| Pays                                                     | 2010 | 2015 | 2018 | 2019 | 2020  | 2021  | 2022  | 2023  | 2024  | % 2024 |
| -------------------------------------------------------- | ---- | ---- | ---- | ---- | ----- | ----- | ----- | ----- | ----- | ------ |
| Allemagne                                                | 0,25 | 26   | 83   | 140  | 310   | 620   | 1 000 | 1 500 | 1 900 | 32 %   |
| France                                                   | 0,3  | 45   | 120  | 170  | 280   | 440   | 620   | 980   | 1 100 | 18 %   |
| Pays-Bas                                                 | 0,27 | 9,4  | 45   | 110  | 180   | 250   | 340   | 460   | 590   | 10 %   |
| Suède                                                    | ε    | 4,8  | 17   | 30   | 56    | 110   | 200   | 290   | 360   | 6 %    |
| Danemark                                                 | 0,06 | 7,9  | 10   | 16   | 32    | 67    | 110   | 200   | 340   | 5,7 %  |
| Belgique                                                 | 0,06 | 3,3  | 11   | 19   | 32    | 52    | 90    | 190   | 320   | 5,3 %  |
| Italie                                                   | 0,65 | 4,4  | 13   | 23   | 55    | 120   | 170   | 240   | 300   | 5 %    |
| Espagne                                                  | 0,08 | 4,4  | 16   | 26   | 45    | 69    | 96    | 160   | 210   | 3,5 %  |
| Autriche                                                 | 0,35 | 5    | 21   | 30   | 45    | 77    | 110   | 160   | 200   | 3,3 %  |
| Portugal                                                 | 0,7  | 2    | 8,7  | 16   | 23    | 37    | 54    | 91    | 130   | 2,2 %  |
| Finlande                                                 | 0,06 | 0,61 | 2,4  | 4,7  | 9,7   | 23    | 45    | 84    | 110   | 1,8 %  |
| Pologne                                                  | -    | 2,5  | 3,7  | 4,8  | 9,4   | 18    | 31    | 52    | 67    | 1,1 %  |
| Grèce                                                    | -    | 0,1  | 0,3  | 0,5  | 1,1   | 3,3   | 7,4   | 13    | 18    | 0,3 %  |
| Union européenne                                         | 4,9  | 120  | 370  | 610  | 1 100 | 2 000 | 3 000 | 4 600 | 6 000 | 100 %  |
| Royaume-Uni                                              | 1,5  | 21   | 56   | 91   | 190   | 380   | 550   | 980   | 1 400 |        |
| Norvège                                                  | 2,7  | 59   | 160  | 220  | 340   | 450   | 590   | 690   | 750   |        |
| Suisse                                                   | 0,3  | 7,8  | 21   | 34   | 54    | 86    | 130   | 180   | 220   |        |
| Islande                                                  | 0,01 | 0,6  | 2,4  | 3,5  | 5,4   | 8,5   | 14    | 22    | 25    |        |
| Europe                                                   | 9,8  | 210  | 620  | 970  | 1 700 | 2 900 | 4 400 | 6 700 | 8 700 |        |
| Source des données : Agence internationale de l'énergie. |      |      |      |      |       |       |       |       |       |        |

Selon l'Association des constructeurs européens d'automobiles, 1,8 % des voitures roulant dans l’Union européenne étaient 100 % électriques à la fin de 2023, ainsi que 1,1 % des fourgonnettes en circulation, 0,1 % des camions et 2,5 % des bus. Les pays atteignant les plus grandes parts de voitures électriques en circulation sont le Danemark (7,1 %), la Suède (5,9 %), le Luxembourg et les Pays-Bas (4,9 % chacun). L’Allemagne (2,9 %) et la France (2,2 %) se situent au-dessus de la moyenne de l’UE. L’Italie, la Croatie, la Pologne, la Slovaquie et la Grèce se situent sous les 0,5 %. Hors de l'UE, les parts des voitures électriques sont plus élevées : 24,2 % en Norvège, 11 % en Islande, 3,2 % en Suisse, 2,9 % au Royaume-Uni. 50 % du parc automobile de l’Union européenne est composé de voitures à essence et 39,5 % de diesel. Les bus électriques en circulation atteignent 17,7 % aux Pays-Bas, 14,7 % au Luxembourg, 13,5 % en Irlande, 10,8 % au Danemark et 2,4 % en France, où 8,1 % de bus fonctionnent au gaz naturel.

## Historique

### 2017
En 2017, le marché européen du véhicule électrique (hors véhicules à prolongateur d'autonomie) a enregistré une progression de 43,9 % par rapport à 2016, avec 149 086 immatriculations de modèles 100 % électrique, soit 0,9 % du marché automobile européen, contre 0,6 % en 2016. Avec 33 791 immatriculations, en augmentation de 35,9 % par rapport à 2016, la Norvège dépasse désormais la France qui, avec 30 921 immatriculations, n’enregistre qu’une augmentation modérée de 13,2 % ; en Allemagne, le marché a doublé avec 28 493 immatriculations, soit 0,8 % des ventes ; le Royaume Uni enregistre également une belle progression : + 30 %, avec 14 681 immatriculations et un taux de pénétration de 0,5 % ; aux Pays-Bas, l’électro-mobilité a progressé de 97,5 % et atteint 1,73 % de part de marché. Le segment des véhicules particuliers représente 132 687 immatriculations en 2017 ; la Renault Renault Zoe arrive une nouvelle fois en tête avec 31 302 immatriculations (+44 %), dont près de la moitié immatriculées en France ; elle est en tête des ventes sur de nombreux marchés dont l’Allemagne, l’Autriche, l’Espagne et le Portugal ; la Nissan Leaf occupe la seconde place avec 17 293 immatriculations, en particulier au Royaume-Uni, où elle représente 32,6 % des ventes ; la BMW-i3 suit avec 14 785 immatriculations, puis la Tesla Model S avec 14 319 immatriculations, la Volkswagen e-Golf avec 12 663 immatriculations et la Tesla Model X avec 10 396 immatriculations.
Fin 2017, BMW fête ses 100 000 véhicules « électrifiés » (électriques + hybrides) vendus en 2017, qui représentent désormais 6 % de ses ventes en Europe et jusqu’à 25 % en Norvège.

### 2018
En 2018, l'Europe a totalisé 301 847 immatriculations de voitures électriques (+38,2 %), dont 150 003 immatriculations de modèles 100 % électriques (+53,2 %) et 151 844 immatriculations de voitures hybrides rechargeables(+26,1 %) ; leur part de marché est passée de 1,5 % en 2017 à 2,0 % en 2018.
Le marché de la voiture électrique en Europe a atteint 195 000 ventes en 2018, en progression de 45 % ; sa part du marché total atteint 1,4 %.
Au 1er semestre 2018, l'Europe a totalisé 195 000 immatriculations de véhicules électriques (hybrides rechargeables inclus), soit 2 % des ventes totales de véhicules neufs et une progression de 42 % par rapport au premier semestre 2017 ; les véhicules électriques et hybrides rechargeables se partageant respectivement 51 et 49 % des ventes ; la part de marché de la voiture électrique atteint 37 % en Norvège, 14 % en Islande, 5 % en Suède et 4 % en Finlande. L’Europe compte désormais plus d’un million de véhicules électriques et hybrides rechargeables en circulation.

### 2019
En 2019, les ventes de voitures 100 % électriques dans l'Union européenne ont progressé de 94 %, atteignant 290 923 unités ; en incluant la Norvège, la Suisse et l’Islande, le volume progresse à 365 372 unités, en progression de 81 % ; ces chiffres prennent en compte les voitures à hydrogène. La part de marché des voitures électriques atteint 42 % en Norvège et 15 % aux Pays-Bas. Les ventes d'hybrides rechargeables ont progressé de 14 % dans l’UE, à 174 103 exemplaires, dont 42 348 ventes en Allemagne, 34 984 ventes au Royaume-Uni et 24 810 ventes en Suède.
Tesla a livré 109 500 voitures en Europe de l'Ouest en 2019, soit un tiers du marché de la voiture électrique (350 000 voitures au total). Ses ventes ont bondi de 274 % en un an, grâce à la Tesla Model 3, qui a assuré 85 % de ses ventes. Le groupe Volkswagen, deuxième sur ce marché, n'a écoulé que 51 000 voitures (e-Golf et Audi e-Tron), suivi par Renault avec 45 700 voitures. La Model 3 a été le modèle électrique le plus vendu en Europe, très loin devant la Renault ZOE, deuxième du palmarès avec 46 000 exemplaires écoulés, et le BMW i3 (30 700 exemplaires). Plus d'une voiture électrique sur quatre vendues en Europe en 2019 est une Tesla 3 ; aux Pays-Bas, les acheteurs se sont précipités sur la marque pour profiter d'une réduction fiscale sur les véhicules électriques qui prenait fin au 1er janvier 2020 ; sur le seul mois de décembre, Tesla a immatriculé plus de 24 000 voitures en Europe, soit une part de marché de 47 %.
Sur les neuf premiers mois de 2019, le marché européen de la voiture électrique atteint 257 511 immatriculations, soit près du double des 133 334 immatriculations de 2018. La Norvège et l’Allemagne se disputent la première place avec respectivement 49 483 et 48 055 unités immatriculées ; la France arrive troisième avec 30 378 unités vendues sur la période. Au 3e trimestre, la progression atteint 102 % et même 146 % aux Pays-Bas et 129 % en Allemagne, qui devient le premier marché devant les Pays-Bas et la Norvège.
Les immatriculations de voitures électriques ont continué à progresser rapidement au premier semestre 2019, alors que le marché des voitures thermiques recule (-10,4 % aux Pays-Bas, etc.) : l'Allemagne est devenue le 3e marché mondial, dépassant la Norvège avec 48 000 ventes de véhicules électrifiés, en augmentation de 41 % ; pour les voitures 100 % électriques, la progression atteint 80 %, alors que les hybrides régressent de 1 % ; en Norvège, les ventes progressent de 22 % à 44 000 véhicules, portant la part de marché des véhicules électriques à 56 % ; en France, les ventes atteignent 29 000 véhicules (+38 %) et la part de marché des véhicules électrifiés passe de 1,8 à 2,1 % ; le Royaume-Uni connait un léger recul (-7 %) à 27 000 ventes ; les Pays-Bas bondissent de 122 % à 20 000 ventes et la part de marché des électriques passe à près de 8 % (9 % avec les hybrides rechargeables). Au total, l'Europe de l'Ouest a enregistré au premier semestre près de 80 500 ventes de véhicules hybrides rechargeables et 160 600 voitures 100 % électriques, soit une augmentation du parc électrifié de 241 000 unités. La part de marché de ces voitures varie de 56,2 % des ventes en Norvège à 2,6 % de l'Allemagne et 2,5 % de la France.
Sur les cinq premiers mois de 2019, le modèle le plus vendu a été la Model 3 de Tesla (26 200 voitures), suivie par la Renault Zoe (19 400), la Nissan Leaf (14 100), la BMW i3 (13 850), et la Volkswagen e-Golf (10 400).

### 2020
Alors que les ventes de voitures neuves en Europe de l'Ouest ont plongé de 24 % en 2020, celles de voitures 100 % électriques ou hybrides rechargeables ont totalisé 1 334 393 ventes, soit une part de marché de 12,4 %, contre 545 532 ventes en 2019. Les voitures 100 % électriques ont totalisé 727 927 ventes (352 167 ventes en 2019) et les hybrides rechargeables 606 466 ventes. L'Allemagne arrive en tête avec 394 632 ventes (100 % électriques + hybrides rechargeables) devant la France (185 891 ventes) et le Royaume-Uni (175 082 ventes). Les parts de marché les plus élevées sont celles de la Norvège (74,7 %), de la Suède (32,2 %), des Pays-Bas (24,2 %), de la Finlande (18,1 %), du Danemark (16,4 %), de la Suisse (14,4 %), du Portugal (13,6 %), de l'Allemagne (13,5 %), de la France (11,3 %), du Royaume-Uni (10,7 %) et de la Belgique (10,7 %) ; l'Espagne est à 4,8 % et l'Italie à 4,3 %.
Au 1er trimestre 2020, les ventes de voitures électriques en Europe se sont élevées à 130 297 unités contre 82 362 unités au 1er trimestre 2019, soit +58 % ; leur part de marché atteint ainsi 4,3 %. L'Allemagne prend la tête avec 26 030 ventes (+63 %), suivie par la France : 25 960 ventes (+146 %), le Royaume-Uni : 18 256 ventes (+204 %) et la Norvège : 16 347 ventes (-12 %).
En juillet 2020, Renault annonce avoir passé le cap des 300 000 véhicules électriques vendus en Europe.
Le graphique qui aurait dû être présenté ici ne peut pas être affiché car il utilise l'ancienne extension Graph, désactivée pour des questions de sécurité. Des indications pour créer un nouveau graphique avec la nouvelle extension Chart sont disponibles ici.

En 2020, les trois voitures électriques les plus vendues en Europe sont Renault Zoe, Tesla Model 3 et Volkswagen ID.3.
Le graphique qui aurait dû être présenté ici ne peut pas être affiché car il utilise l'ancienne extension Graph, désactivée pour des questions de sécurité. Des indications pour créer un nouveau graphique avec la nouvelle extension Chart sont disponibles ici.

### 2021
La part de marché des voitures 100 % électriques atteint 11,2 % en Europe en 2021 contre 6,7 % en 2020. La Norvège est en tête avec 64,5 %, suivie par la Belgique (22,8 %), les Pays-Bas (19,8 %), la Suède (19,1 %), l'Autriche (13,9 %), l'Allemagne (13,6 %), le Danemark (13,5 %), la Suisse (13,3 %), le Royaume-Uni (11,6 %, la Finlande (10,3 %), la France (9,8 %). Les ventes ont atteint 1 191 000 voitures, dont 356 000 en Allemagne, 190 700 au Royaume-Uni, 162 100 en France et 113 700 en Norvège. Avec les hybrides rechargeables, la part de marché de l'électrique atteint 20,9 %.
Le nombre de voitures électriques vendues en Europe a dépassé celui des voitures Diesel en décembre 2021,.
La part de marché des constructeurs chinois est de 0,6 % sur le marché automobile européen des sept premiers mois de 2021, mais atteint 3,7 % sur le segment des voitures 100 % électriques et 4 % en juin et juillet ; elle atteint même 10 % en Norvège. Les droits de douane de 10 % et les coûts logistiques ne les empêchent pas d'offrir des prix très compétitifs. Par ailleurs, plusieurs constructeurs européens ont choisi de construire dans leurs usines chinoises certains de leurs modèles, afin de les importer ensuite en Europe, dont Dacia, Citroën, DS et BMW.
En septembre 2021, pour la première fois, la voiture la plus vendue en Europe est électrique. La Tesla Model 3 cumule ainsi 24 591 exemplaires vendus.

### 2022
En 2022, selon l'Association des constructeurs européens d'automobiles (ACEA), les immatriculations ont atteint 1 575 079 véhicules (+29,3 %), dont 1 123 778 (+28 %) dans l'Union européenne (UE), où leur part de marché atteint 12,1 %, en progression de 3 points.
Selon Jato, spécialiste des statistiques de ventes automobiles, la part de marché des voitures électriques en Europe est passée de 10,3 % en 2021 à 13,9 % en 2022. Les immatriculations ont atteint 1,56 million. Les parts de marché les plus élevées sont constatées en Norvège (79 %), en Suède (33 %), aux Pays-Bas (23 %) et en Allemagne (18 %). Les deux modèles les plus vendus sont américains : Tesla Model Y (produite à Berlin) et Tesla Model 3 ; ensuite viennent deux allemands : Volkswagen ID.4 (3e place) et ID.3 (5e place), un italien : Fiat 500 (4ème place), un tchèque : Skoda Enyaq, deux français : Dacia Spring (produit en Chine) et Peugeot e-208 (produit en Slovaquie) et deux coréens : Hyundai Kona et Kia Niro. La Renault Zoé est 12e et la Renault Mégane 14e.

### 2023
Selon l'ACEA, la part de marché des voitures électriques atteint 14,6 % en 2023, dépassant celle du diesel (13,6 %) ; la part des voitures hybrides rechargeables est de 7,7 %, celle des hybrides simples de 25,8 % et celle des voitures à essence de 35,3 %. Les ventes de voitures électriques ont progressé de 37 %, malgré une forte chute des ventes en Allemagne sur le mois de décembre (-47,6 %) causée par la suppression soudaine des aides à l'achat.

### 2024
En 2024, les constructeurs automobiles s’inquiètent sur leur capacité à réduire dès 2025 leurs émissions de CO2 au niveau demandé par Bruxelles, qui leur impose de réduire en 2025 de 15 % par rapport à 2024 les émissions de CO2 moyennes des voitures neuves qu'ils vont immatriculer. Ceci exigerait d'atteindre une proportion de modèles 100 % électriques entre 20 et 23 % selon les marques. Or la majorité des pays n'ont pas dépassé les 7 % de part de marché dans l'électrique. Au premier semestre 2024, l'électrique ne représentait que 2,6 % du marché en Slovaquie, 2 % en Croatie, 3,5 % en République tchèque, 3,2 % en Pologne, 4,7 % en Espagne et 3,9 % en Italie. Les pays du Nord où les ventes de voitures électriques dépassent déjà les 30 % de part de marché ne suffisent pas à compenser, d'autant plus dans le contexte de stagnation des ventes en France à 17,3 % de part de marché et surtout de leur chute en Allemagne (-16 % sur un an pour redescendre à 12,5 % des ventes).
Les ventes de voitures électriques ont reculé dans l'Union européenne de 5,9 % à 1,45 million de voitures. Leur part de marché tombe de 14,6 % à 13,6 %. Dans l'ensemble de l'Europe, le recul des ventes se réduit à 1,3 %, grâce à la Norvège et au Royaume-Uni, et la part de marché atteint 15,4 %. En Belgique, la part des électriques passe de 19,6 % en 2023 à 28,5 % en 2024 et au Danemark, de 36,3 % à 51,5 % ; par contre, en Allemagne elle recule de 18,4 % à 13,5 %.

## Implantation des marques chinoises en Europe
Sur les quatre premiers mois de 2023, MG, marque de l'entreprise d'État SAIC, a écoulé 26 400 véhicules 100 % électriques dans les 18 pays d'Europe de l'Ouest, soit une part de marché de 4,9 % sur ce segment, au niveau de Peugeot, et devant Renault, deux ans seulement après avoir lancé son offensive commerciale. Sept ou huit nouvelles marques chinoises devraient arriver en Europe dans les deux ans à venir.
Le 7 juin 2023, le constructeur chinois BYD annonce le lancement de ses ventes en France : cinq modèles 100 % électriques seront proposés. Il a signé des contrats avec cinq grands réseaux de concessionnaires en France, couvrant les différentes régions et les plus grandes villes du pays, et prévoit d'en signer avec cinq autres groupes de distribution d'ici la fin de 2023, prévoyant 15 à 20 points de vente fin 2023 et une centaine d'ici à 2025. BYD a déjà investi en 2022 le Benelux, l'Autriche, la Suède, la Finlande et le Danemark ; en mai, il s'est lancé sur les marchés espagnols, portugais et irlandais et se lance en Italie en juin, en Allemagne en septembre.
En décembre 2023, BYD annonce l’implantation d’un site de production de voitures électriques à Szeged en Hongrie. L’entreprise avait déjà annoncé à l'été 2023 l’implantation d’une usine d’assemblage de batteries dans la petite ville de Fót, dans le nord de la Hongrie. BYD estime être en mesure d'atteindre une part de marché de 10 % des ventes de modèles rechargeables en Europe d’ici à 2030.
En avril 2024, le constructeur automobile chinois Chery, qui a vendu 1,9 million de voitures en 2023, dont la moitié hors de Chine, annonce la création d'une coentreprise avec la société espagnole Ebro-EV Motors, pour l'implantation d'une usine sur l'ancien site fermé par Nissan fin 2021 à Barcelone. Il prévoit de commencer à produire fin 2024. Chery a déjà vendu 30 000 voitures en Italie en 2023, quasiment toutes à moteur thermique, sous ses marques DR Motors et EVO.
BMW et Mercedes ont exprimé leur désaccord avec la stratégie de la Commission européenne au sujet des voitures électriques chinoises. Selon eux, des droits de douane sur les modèles chinois pourraient ralentir la transition de l’Europe vers les véhicules électriques. Ils craignent aussi que la Chine prenne des mesures de rétorsion contre les constructeurs européens présents en Chine.
En juillet 2024, BYD annonce un projet d'usine près d'Izmir, en Turquie, dont la capacité sera de 150 000 voitures par an à partir de la fin de 2026. Ce sera sa deuxième usine destinée à alimenter l'Europe après celle en construction en Hongrie.

## Politiques de soutien
Le Parlement européen a adopté à une large majorité, le 3 octobre 2018, un objectif de réduction de 40 % d'ici 2030 des émissions de CO2 des véhicules neufs, bien au-dessus de l'objectif de 30 % avancé par la Commission européenne dans sa proposition initiale ; un objectif intermédiaire est fixé à 20 % en 2025. Il a également fixé des objectifs de 20 % de voitures à émission zéro dans les ventes d'ici 2025 et 35 % d'ici 2030, le tout assorti de pénalités financières. Une large majorité d'États membres, dont la France, s'est positionnée en faveur d'un objectif de moins 40 % d'émissions en 2030, mais l'Allemagne, après avoir déjà pesé sur la proposition initiale de la Commission, résiste, suivie par quelques pays de l'Est.
Le 9 octobre 2018, les ministres de l'Environnement européens ont adopté un compromis pour une baisse de 35 % des émissions de CO2 des voitures neuves en 2030 par rapport aux niveaux de 2020, avec un seuil intermédiaire de -15 % en 2025. Une majorité d'États membres (dont la France, l'Espagne, le Royaume-Uni et l'Italie) souhaitait le matin une réduction de 40 % ; la Suède, les Pays-Bas ou l'Irlande visaient même les 50 %, mais l'Allemagne, épaulée par la Slovaquie et la République tchèque, pays où l'industrie automobile pèse lourd, plaidait pour -30 %. Le texte inclut cependant une clause de revoyure en 2023, ainsi qu'un quota de 35 % de voitures électriques ou hybrides rechargeables à horizon 2030.
Dès 2021, les voitures particulières émettant plus de 95 grammes de CO2 par kilomètre seront soumises à de lourdes pénalités, égales à 95 € par gramme excédentaire et par véhicule vendu. Alors que les émissions moyennes des véhicules neufs atteignaient encore 118 grammes en 2018, cette mesure est vue comme une incitation fiscale en faveur de l'électrique et de l'hybride. Selon une estimation portant sur l'industrie automobile française, l'amende pourrait atteindre 500 millions à 1 milliard d'euros par constructeur, si ceux-ci ne parviennent à satisfaire aux normes européennes,.
La Commission européenne attribue, le 9 décembre 2019, le label « projet européen d'intérêt commun » (IPCEI) au projet d'« Airbus des batteries » lancé par la France et rejoint par six autres États membres de l'UE (Allemagne, Belgique, Pologne, Italie, Suède, Finlande). Ce label autorise les aides d'État. Le projet réunit 17 entreprises, dont PSA, Saft, BASF, BMW, Varta, Eneris, Solvay et Umicore. Le total des aides d'État promises devrait atteindre 3,2 milliards d'euros, qui s'ajouteront aux 5 milliards d'investissement prévus par les entreprises. Un autre projet du même type, piloté par l'Allemagne avec la participation d'acteurs français, devrait être officiellement lancé en 2020 et impliquerait une cinquantaine d'entreprises.
En décembre 2020, la Commission européenne propose un objectif de 30 millions de véhicules électriques en 2030 (hybrides rechargeables inclus), contre 2 millions fin 2019. Le nombre de points de charge publics devra passer de 200 000 fin 2019 à 3 millions en 2030.
La Commission européenne propose le 14 juillet 2021, dans l'une des 13 directives définissant le contenu du Pacte vert pour l'Europe (en anglais European Green Deal), de fixer à 2035 la fin des moteurs thermiques dans les voitures neuves (en fixant un seuil d'émission de CO2 que seuls les moteurs électriques pourraient respecter), alors que la France s'est fixée la date de 2040. Le Royaume-Uni s'est aussi fixé une échéance à 2035 et les États-Unis pourraient faire de même durant l'été 2021. Le 8 juin 2022, le Parlement européen adopte le rapport préconisant l'arrêt des ventes de voitures à moteur thermique dans l'Union à partir de 2035 ; plus précisément, le texte préconise de réduire de 100 % à partir de 2035 les émissions de CO2 des voitures neuves par rapport à leur niveau de 2021. Le 27 octobre 2022, lors d'une réunion en trilogue, les représentants de la Commission, du Parlement et du Conseil européen valident le texte qui bannira les voitures neuves équipées de moteurs thermiques à compter de 2035. Les constructeurs qui vendent moins de 10 000 véhicules par an (voitures de luxe ou sportives) bénéficieront d'un an supplémentaire pour se conformer à la règle. Une clause de revoyure est prévue en 2026 pour considérer la question des carburants de synthèse neutres en CO2.
Le 13 septembre 2023, la Commission européenne annonce l'ouverture d'une enquête sur les subventions massives accordées par Pékin à ses constructeurs de véhicules électriques, qui leur permettent de casser les prix sur le marché européen. La direction du Commerce a recensé plusieurs canaux de subventions : les matières premières et leur transformation, la fabrication des batteries, l'assemblage des voitures, les développements logiciels et d'intelligence artificielle.
Le 12 juin 2024, la Commission européenne informe les exportateurs chinois de véhicules électriques de son intention d'imposer des droits de douane provisoires à partir de juillet, en attendant les taux définitifs qui doivent être fixé début novembre et qui s'appliqueront pendant cinq ans renouvelables. Les mesures annoncées ciblent individuellement les constructeurs chinois : BYD se voit appliquer un taux compensatoire de 17,4 %, Geely de 20 % et SAIC de 38,1 %, auxquels il faut rajouter les 10 % que payent déjà ces constructeurs. Les autres producteurs chinois ayant coopéré à l'enquête écopent de 21 %, et ceux n'ayant pas coopéré de 38,1 %. La Commission examine encore le cas des constructeurs occidentaux qui ont des usines en Chine, tels que Tesla, BMW et Dacia, qui pourrait bénéficier d'un droit compensateur spécifique. Les marques chinoises ont vu leur part de marché en Europe passer de 1,9 % en 2020 à 8,8 % au troisième trimestre 2023, et de 3,9 % à 25 % pour tous les véhicules fabriqués en Chine. Les États membres de l'UE vont devoir se prononcer sur ces mesures avant le 15 juillet. La France et l'Espagne devraient les défendre, mais pas l'Allemagne, qui vend beaucoup de voitures en Chine, ni la Suède ou la Hongrie.
Les surtaxes à l’importation des véhicules électriques chinois ne concernant que les véhicules 100 % électriques, les constructeurs chinois s'adaptent dès les premières semaines après l'entrée en vigueur desdites surtaxes en augmentant leurs importations de voitures hybrides, tout autant subventionnées : BYD lance le Seal U PHEV, MG lance les hybrides MG3, MG ZS et MG HS, Xpeng se lance dans le prolongateur d’autonomie, également envisagé par Nio. L'effet de ces surtaxes sera donc de ralentir l’électrification du marché. De plus, les constructeurs européens qui n’atteindront pas leurs quotas CAFE en 2025 pourraient être obligés d'acheter des quotas à ces constructeurs chinois en créant des « pools de marques », ce qui reviendrait à payer en partie les surtaxes.